# Sede suburbicaria di Sabina-Poggio Mirteto

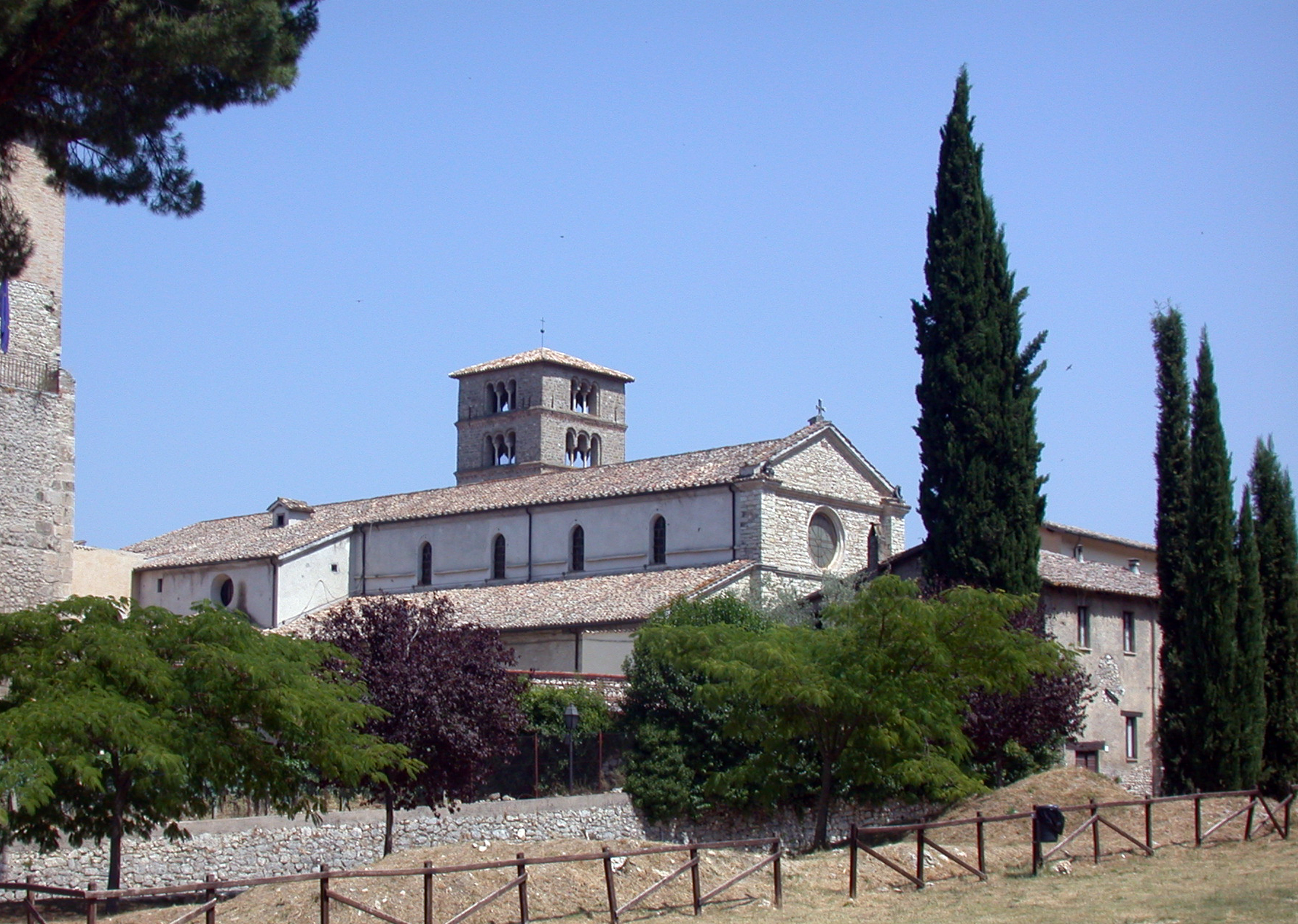
L'abbazia di Farfa.

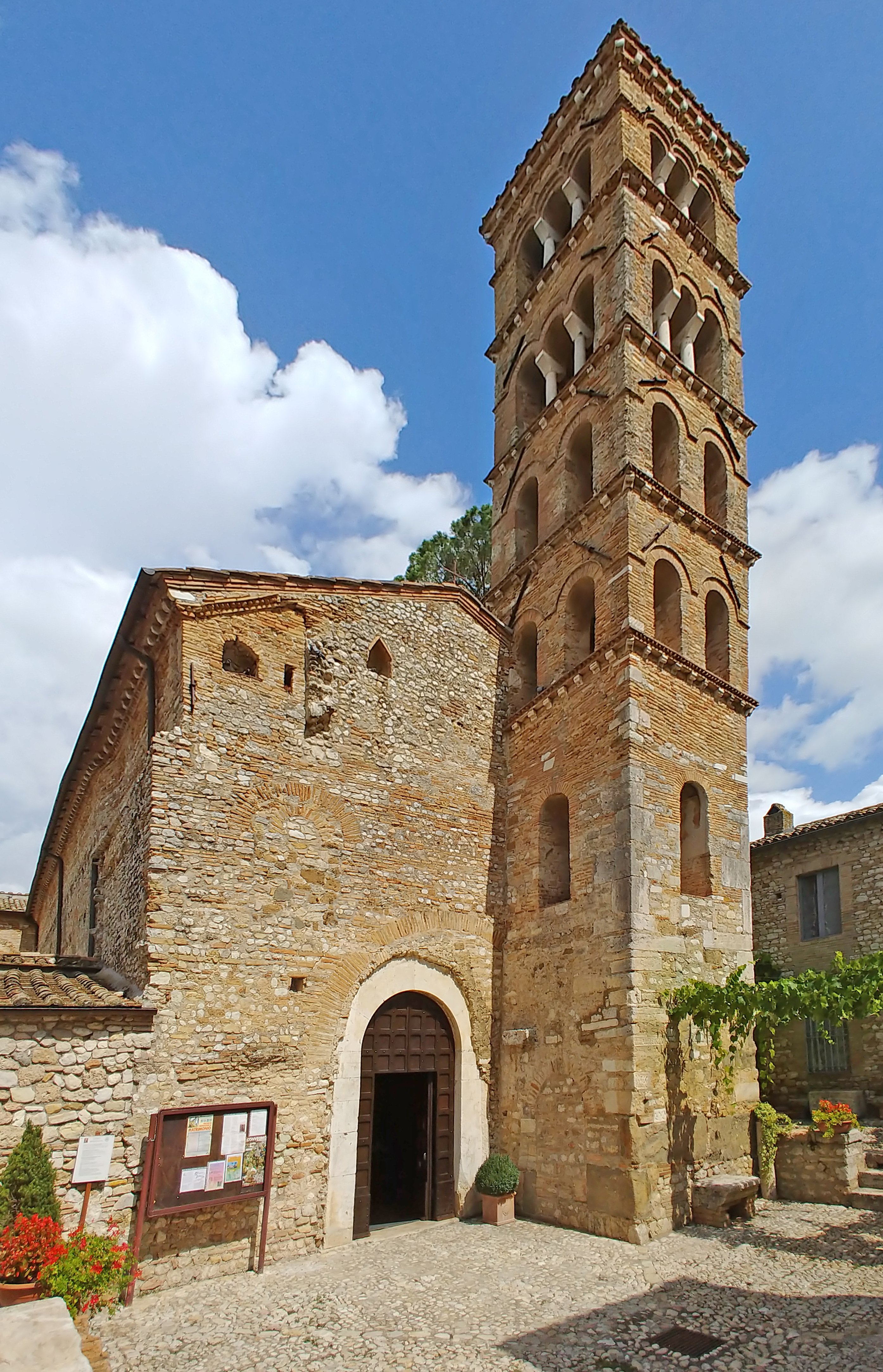
L'ex cattedrale di Santa Maria di Vescovio.

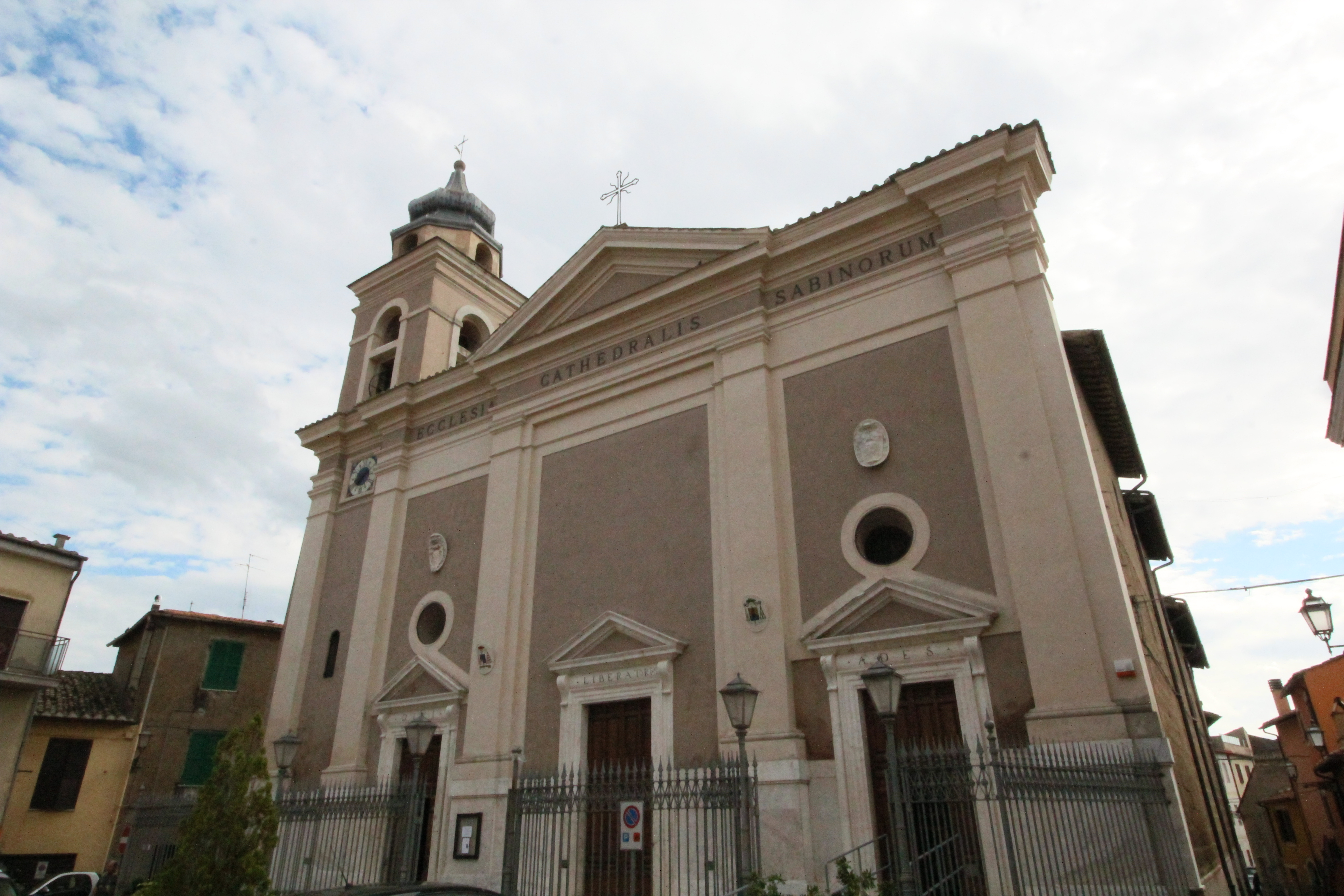
La concattedrale di San Liberatore a Magliano Sabina, cattedrale della diocesi sabina fino al 1986.

La sede suburbicaria di Sabina-Poggio Mirteto (in latino Sabinensis-Mandelensis) è una sede della Chiesa cattolica in Italia suffraganea della diocesi di Roma appartenente alla regione ecclesiastica Lazio. Nel 2023 contava 176.800 battezzati su 198.560 abitanti. È retta dal vescovo Ernesto Mandara, mentre il titolo è del cardinale Giovanni Battista Re.
Alla sede suburbicaria è unito il titolo abbaziale di Farfa (Farfensis).

## Santi patroni
Il patrono della sede suburbicaria è San Gaetano Thiene, festeggiato il 7 agosto.
Gaetano Thiene (Vicenza, ottobre 1480 – Napoli, 7 agosto 1547), cofondatore dell'Ordine dei Chierici regolari teatini; nel 1671 è stato proclamato santo da papa Clemente X ed è detto il Santo della Provvidenza.

## Territorio
La diocesi comprende i seguenti comuni:
- in provincia di Rieti, i comuni di Cantalupo in Sabina, Casaprota, Casperia, Castelnuovo di Farfa, Collevecchio, Cottanello, Fara in Sabina, Forano, Frasso Sabino, Magliano Sabina, Mompeo, Montasola, Montebuono, Montenero Sabino, Montopoli di Sabina, Poggio Catino, Poggio Mirteto, Poggio Moiano, Poggio Nativo, Poggio San Lorenzo, Roccantica, Salisano, Scandriglia, Selci, Stimigliano, Tarano, Toffia, Torri in Sabina[2] e Torricella in Sabina; appartiene alla diocesi anche la frazione di Ginestra Sabina, nel comune di Monteleone Sabino[3];
- nella città metropolitana di Roma Capitale, i comuni di Fonte Nuova, Mentana, Monteflavio, Montelibretti, Monterotondo, Montorio Romano, Moricone, Nerola e Palombara Sabina;
- in provincia di Terni, la frazione di Santa Maria della Neve, nel comune di Calvi dell'Umbria[3].

Sede vescovile è la città di Poggio Mirteto, dove si trova la cattedrale di Santa Maria Assunta. A Magliano Sabina sorge la concattedrale di San Liberatore. A Torri in Sabina si trova infine l'ex cattedrale di Santa Maria di Vescovio. Il palazzo vescovile di Magliano ospita, oltre agli uffici della curia, anche il museo, la biblioteca diocesana, istituita nel 1990, e l'archivio storico diocesano, costituito nel 1999.

### Parrocchie e vicarie
Il territorio si estende su 918 km² ed è suddiviso in 78 parrocchie, raggruppate in quattro vicarie: Monterotondo-Mentana-Fonte Nuova, Palombara Sabina, Martiri Sabini e Poggio Mirteto-Magliano.

## Storia
L'odierna diocesi nasce nel 1986 dalla piena unione di due precedenti sedi episcopali: la diocesi di Sabina, attestata dal V secolo, sede cardinalizia; e la diocesi di Poggio Mirteto eretta nel 1841.

### La diocesi di Sabina
La storica regione della Sabina ebbe, almeno a partire dal V secolo, tre antiche diocesi: Forum Novum (Vescovio), Cures Sabini (Passo Corese) e Nomentum (Mentana). Curi, primitiva capitale della Sabina e il cui vescovo aveva il titolo di episcopus Sabinensis, fu unita verso la fine del VI secolo a Nomento, a sua volta unita nella seconda metà del IX secolo con Vescovio (Forum Novum), che divenne così l'unica diocesi della Sabina. Da questo momento i vescovi portarono il titolo di episcopi Sabinenses e il luogo dove risiedettero assunse il nome di Episcopium sabinense, da cui ha origine l'odierno toponimo di Vescovio, frazione di Torri in Sabina.
La prima attestazione storica della diocesi di Forum Novum è nel concilio romano indetto da papa Ilario nel 465, al quale prese parte il vescovo Paolo. A partire da Giovanni I, che fu tra i padri del concilio lateranense del 649 voluto da papa Martino I per condannare l'eresia monotelita, i vescovi di Forum Novum assunsero il titolo di "vescovi della Sabina".
Con la bolla Convenit apostolico moderamine del mese di maggio 944, papa Marino II confermò al vescovo Giovanni II tutti i possedimenti della sua diocesi, stabilendone anche i confini, che arrivavano fino a Roma alle porte Pinciana e Salaria. La bolla confermava inoltre il definitivo assorbimento della diocesi di Nomento, probabilmente già soppressa da un secolo, e stabiliva la sede vescovile nella chiesa di Santa Maria Madre di Dio, oggi nota come Santa Maria della Lode, a Vescovio. La diocesi comprendeva un territorio amplissimo, che in epoca romana apparteneva a due regiones distinte, e in seguito a due potentati diversi, il ducato romano e quello longobardo, i cui confini oggi corrispondono all'incirca a quelli delle province di Rieti e di Roma. È «questa la ragione per cui il vescovo di Sabina a volte si firmava Episcopus utriusque Sabinae».
A partire dalla metà circa dell'XI secolo i vescovi di Sabina sono menzionati nei documenti coevi come cardinali, entrando così a far parte di quel gruppo ristretto di vescovi (i "vescovi suburbicari") che collaboravano in modo stretto con i vescovi di Roma e la Curia romana per la gestione degli affari più importanti della Chiesa cattolica. Così, per esempio, Gregorio nel 1078 fu inviato da papa Gregorio VII come suo legato presso l'imperatore Enrico IV; Donizzone nel 1086 rappresentò il papa a Mantova ai funerali di sant'Anselmo di Lucca; Corrado di Wittelsbach, alla fine del XII secolo, fu inviato legato apostolico in Siria. Dei quasi 60 cardinali-vescovi di Sabina con residenza a Vescovio, nel periodo compreso tra l'XI secolo e la fine del XV secolo, tre vennero eletti pontefici: Corrado della Suburra con il nome di Anastasio IV nel 1153; Goffredo da Castiglione con il nome di Celestino IV nel 1241; e Gui Foucois con il nome di Clemente IV nel 1265.
A causa della decadenza del borgo di Vescovio si rese necessario il trasferimento della sede vescovile in un luogo più consono. Così il 18 settembre 1495 con la bolla Sacrosancta Romana ecclesia, papa Alessandro VI trasferì la sede episcopale da Vescovio a Magliano Sabina poiché, come dice la bolla, l'antica sede «in loco campestri deserto et a nemine habitato est constituta». Venne eretta a nuova cattedrale la chiesa di San Liberatore.
Si deve al cardinale vescovo Gabriele Paleotti (1591-1597) l'essersi impegnato per l'applicazione nella diocesi sabina dei decreti di riforma stabiliti al concilio di Trento: celebrò alcuni sinodi, attuò la visita pastorale della diocesi ed eresse a Magliano il seminario vescovile per la formazione dei chierici. Scipione Caffarelli-Borghese (1629-1633) ottenne da papa Urbano VIII un vescovo ausiliare per la diocesi sabina; da questo momento saranno di fatto gli ausiliari a organizzare e gestire la pastorale ordinaria della diocesi. Niccolò Albergati-Ludovisi (1677-1681) si impegnò in particolare per la riforma dei costumi del clero diocesano e di quello regolare e per una maggiore vitalità del seminario vescovile.
Nel 1841, in occasione della fondazione della diocesi di Poggio Mirteto, furono contestualmente rivisti i confini della diocesi sabina con quelle confinanti. Il suo territorio fu notevolmente ridimensionato con la cessione di 21 centri alla nuova diocesi di Poggio Mirteto, altri 4 passarono alla diocesi di Narni e 4 alla diocesi di Tivoli. La stessa bolla unì al territorio della sede suburbicaria gli abitati di Farfa, Fara e Toffia, già appartenuti all'abbazia nullius di Farfa, e concesse ai cardinali vescovi di Sabina il titolo di "abati di Farfa". Queste modifiche e soprattutto l'erezione della diocesi di Poggio Mirteto incisero in modo determinante sulla configurazione territoriale della sede sabina; infatti la nuova diocesi tagliava la sede suburbicaria in due parti non contigue tra loro, la parte meridionale in provincia di Roma, e la parte settentrionale in provincia di Rieti.

### La diocesi di Poggio Mirteto
La diocesi trae la sua origine da due antiche abbazie benedettine presenti nel territorio sabino: l'abbazia di Farfa e l'abbazia di San Salvatore Maggiore. L'abbazia di Farfa risale a tempi remoti; secondo un privilegio di papa Giovanni VII (705-707) sarebbe stata fondata da Lorenzo, vescovo di Sabina, in epoca imprecisata nel VI secolo. Nel XVII secolo ottenne l'esenzione dalla giurisdizione dei vescovi sabini, diventando abbazia nullius dioecesis, con il breve Pastoralis muneris di papa Urbano VIII del 18 novembre 1627, confermato con successivi brevi del 1628 e del 1632. Tuttavia già in precedenza gli abati commendatari si comportavano de facto come vescovi ordinari; ne sono prova, ad esempio, i sinodi celebrati dai cardinali commendatari Alessandro Farnese nel 1581 e Alessandro Peretti nel 1604. L'abbazia di San Salvatore Maggiore, eretta all'incirca nel 735, fu soppressa dallo stesso Urbano VIII il 12 settembre 1629, unendola a quella di Farfa. L'abbazia rimase sede del seminario abbaziale fino all'Ottocento.
La diocesi di Poggio Mirteto fu eretta il 25 novembre 1841 con la bolla Studium quo impense afficimur di papa Gregorio XVI. Il territorio, comprensivo di 45 parrocchie, era formato da 15 località già sottoposte alla giurisdizione degli abati nullius di Farfa e di San Salvatore Maggiore; inoltre furono annessi alla nuova diocesi 21 centri, sottratti alla sede suburbicaria di Sabina, e Torricella in Sabina, già appartenuto alla diocesi di Rieti. Dal punto di vista territoriale, la diocesi era costituita da due entità non contigue tra loro, con una exclave all'interno della diocesi di Rieti. Ai vescovi di Poggio Mirteto fu concesso il titolo di "abati di San Salvatore Maggiore".
Sede della nuova diocesi divenne la città di Poggio Mirteto, nota anche come Mandela (da cui il titolo ecclesiastico della diocesi Mandelensis), in cui fu eretta a cattedrale la chiesa di Santa Maria Assunta. Primo vescovo fu nominato il viterbese Nicola Crispigni, cui seguirono altri sette prelati fino al 1924. Come diocesi indipendente, quella di Poggio Mirteto ebbe vita breve di soli 84 anni.

### Le sedi unite
La divisione della sede suburbicaria in due parti non contigue fu uno dei motivi che impose una nuova revisione del territorio ecclesiastico della Sabina e portò all'unione delle due diocesi, con il nome di Sabina e Poggio Mirteto, stabilita il 3 giugno 1925 con la bolla Suburbicariae Sabinae di papa Pio XI; Poggio Mirteto mantenne tuttavia la sua cattedrale e il capitolo dei canonici. Lo stesso giorno, con la bolla In altis Sabinae montibus, Poggio Mirteto perse l'exclave in territorio reatino, corrispondente a sette parrocchie che avevano fatto parte dell'antica abbazia territoriale di San Salvatore Maggiore, a vantaggio della diocesi di Rieti, i cui vescovi assunsero anche il titolo di abati di San Salvatore Maggiore.
Con la riforma delle sedi suburbicarie voluta da papa Giovanni XXIII l'11 aprile 1962 in forza del motu proprio Suburbicariis sedibus, ai cardinali di Sabina e Poggio Mirteto rimase solo il titolo della sede suburbicaria, mentre il governo pastorale della diocesi venne affidato ad un vescovo residenziale pleno iure. Questa disposizione entrò in vigore con la nomina, il 23 maggio successivo, di Marco Caliaro, il primo vescovo, non cardinale, di Sabina e Poggio Mirteto.
Il 30 settembre 1986 le due sedi di Sabina e Poggio Mirteto sono state unite con la formula plena unione e la nuova circoscrizione ecclesiastica sorta dall'unione ha assunto il nome attuale. Contestualmente divenne cattedrale della diocesi la chiesa dell'Assunta di Poggio Mirteto, mentre l'antica cattedrale di Magliano fu retrocessa a concattedrale; questa decisione fu favorita dalla maggiore centralità di Poggio Mirteto rispetto a Magliano nel contesto del territorio diocesano.
Non si confonda la sede suburbicaria di Sabina con il titolo cardinalizio di Santa Sabina a Roma.

## Cronotassi dei vescovi
Si omettono i periodi di sede vacante non superiori ai 2 anni o non storicamente accertati.

### Vescovi diForum Novumo Vescovio
- Paolo † (menzionato nel 465)
- Asterio † (menzionato nel 487)
- Proiettizio † (prima del 499 - dopo il 502)
- Lorenzo ? † (metà del VI secolo)[15]
- Giovanni I † (menzionato nel 649)
- Marziano ? † (menzionato nel 721)[16]
- Iffo Sabinensis ? † (menzionato nel 743)[17]
- Pietro † (menzionato nel 778)[18]
- Issa ? † (menzionato nel 799)[19]
- Teodoro † (menzionato nell'804)
- Michele (o Samuele) † (menzionato nell'826)[20]
- Sergio † (prima dell'853 - dopo l'869)[21]
- Leone † (prima dell'876 - dopo l'879)[22]
- Gregorio † (menzionato nel 928)
- Giovanni II † (menzionato nel 944)[23]
- Anastasio ? † (menzionato nel 948)[24]
- Giovanni III † (prima del 963 - dopo il 984)
- Domenico ? † (menzionato nel 992)[25]
- Benedetto † (menzionato nel 997)
- Rainero † (menzionato nel 1015)

### Cardinali vescovi di Sabina con sede a Vescovio
- Giovanni IV † (prima del 1044 - 13 o 20 gennaio 1045 eletto papa con il nome di Silvestro III)
- Giovanni IV † (marzo 1045 - prima del 1054) (per la seconda volta)
- Giovanni V † (prima del 1054 - prima del 1063)[26]
- Ubaldo I † (prima del 1063 - dopo il 1068)
- Regizzone (o Regizzo) † (menzionato nel 1073)
- Gregorio (?) † (menzionato nel 1078)
- Donizzone † (menzionato nel 1086)
- Ubaldo II † (1090 - 1094 deceduto)
  - Adalberto, O.S.B. ? † (1100 - 1101 nominato antipapa) (pseudocardinale dell'antipapa Clemente III)[27]
- Crescenzio I † (1102 - 1106 deceduto)
- Cinzio (o Cencio) † (1106 - dopo il 1112 o nel 1116 deceduto)
- Crescenzio II † (1116 - circa 1127 deceduto)
- Corrado della Suburra, C.R.L. † (dicembre 1127 - 8 luglio 1153 eletto papa con il nome di Anastasio IV)
- Gregorio della Suburra † (20 aprile 1154 - 1163 deceduto)
- Konrad von Wittelsbach † (1163 - 25 ottobre 1200 deceduto)
  - Giovanni † (prima del 1172 - dopo il 1173) (pseudocardinale dell'antipapa Callisto III)
- Giovanni di San Paolo, O.S.B. † (prima del 9 gennaio 1205 - aprile 1214/novembre 1215 deceduto)[28]
- Pietro Collevaccino † (19 aprile 1217 - 29 settembre 1219 o 1220 deceduto)[29]
- Aldobrandino Caetani (o Ildebrando) † (1221 - 11 gennaio 1223 deceduto)
- Thomas Olivier (od Oliver) † (28 settembre 1225 - 11 settembre 1227 deceduto)
- Jean Halgrin d'Abbeville, O.S.B.Clun. † (18 settembre 1227 - 28 settembre 1237 deceduto)
- Goffredo da Castiglione † (1239 - 25 ottobre 1241 eletto papa con il nome di Celestino IV)
  - Sede vacante (1241-1244)
- Guglielmo di Modena, O.Cart. † (28 maggio 1244 - 31 marzo 1251 deceduto)
- Pierre de Bar † (febbraio o marzo 1252 - 1252 o 1253 deceduto)
- Gui Foucois † (17 dicembre 1261 - 5 febbraio 1265 eletto papa con il nome di Clemente IV)
- Bertrand de Saint-Martin, O.S.B. † (3 giugno 1273 - 28 marzo 1275 o 1277 deceduto)[30]
- Gerardo Bianchi † (12 aprile 1281 - 1º marzo 1302 deceduto)
- Pedro Rodríguez † (15 dicembre 1302 - 20 dicembre 1310 deceduto)
- Arnaud de Faugères (o Falguières) † (19 dicembre 1310 - 12 settembre 1317 deceduto)
- Guillaume Pierre Godin, O.P. † (12 settembre 1317 - 4 giugno 1336 deceduto)
- Matteo Orsini, O.P. † (18 dicembre 1338 - 18 agosto 1340 deceduto)
- Pedro Gómez Barroso il Vecchio † (agosto 1341 - 14 luglio 1348 deceduto)
- Bertrando di Deux † (4 novembre 1348 - 21 ottobre 1355 deceduto)
- Gil Álvarez de Albornoz, C.R.S.A. † (dicembre 1356 - 23 o 24 agosto 1367 deceduto)
- Guillaume d'Aigrefeuille, O.S.B. † (17 settembre 1367 - 4 ottobre 1369 deceduto)
- Philippe de Cabassole † (31 maggio 1370 - 27 agosto 1372 deceduto)
- Jean de Blauzac † (settembre 1372 - 6 luglio 1379 deceduto)
- Hugues de Montrelais (o Montrelaix) iuniore † (dopo l'8 luglio 1379 - 25 febbraio 1384 deposto)
- Pierre de Sortenac † (marzo 1384 - 16 o 17 agosto 1390 deceduto)
- Philippe d'Alençon † (4 giugno 1380 - 1388 nominato vescovo di Ostia e Velletri) (deposto e reinsediato da papa Urbano VI)
  - Jaume de Prades i de Foix † (1391 - 30 maggio 1396 deceduto) (pseudocardinale dell'antipapa Clemente VII)
- Francesco Carbone, O.Cist. † (dicembre 1392 - 18 giugno 1405 deceduto)
  - Jean Flandrin † (13 giugno 1405 - 8 luglio 1415 deceduto) (pseudocardinale dell'antipapa Clemente VII)
- Enrico Minutolo † (2 luglio 1409 - 17 giugno 1412 deceduto)
- Pedro Fernández de Frías † (23 settembre 1412 - 19 settembre 1420 deceduto)
  - Sede vacante (1420-1424)
- Francesco Lando † (23 dicembre 1424[31] - 26 dicembre 1427 deceduto)
- Giordano Orsini † (14 marzo 1431 - 29 maggio 1438 deceduto)
- Branda Castiglione † (29 gennaio 1440 - 4 febbraio 1443 deceduto)
- Basilio Bessarione † (5 marzo 1449 - 23 aprile 1449 nominato vescovo di Frascati)
- Amedeo di Savoia † (23 aprile 1449 - 7 gennaio 1451 deceduto)[32]
- Isidoro di Kiev † (7 febbraio 1451 - 27 aprile 1463 deceduto)
- Juan de Torquemada, O.P. † (5 maggio 1463 - 26 settembre 1468 deceduto)
- Basilio Bessarione † (14 ottobre 1468 - 18 novembre 1472 deceduto) (per la seconda volta)
- Alain de Coëtivy † (11 dicembre 1472 - 3 maggio 1474 deceduto)
- Berardo Eroli † (23 maggio 1474 - 2 aprile 1479 deceduto)
- Giuliano della Rovere † (19 aprile 1479 - 31 gennaio 1483 nominato vescovo di Ostia e Velletri, poi eletto papa con il nome di Giulio II)
- Oliviero Carafa † (31 gennaio 1483 - 18 settembre 1495 sede trasferita a Magliano Sabina)

### Cardinali vescovi di Sabina con sede a Magliano Sabina
- Oliviero Carafa † (18 settembre 1495 - 29 novembre 1503 nominato vescovo di Ostia e Velletri)
- Girolamo Basso della Rovere † (29 novembre 1503 - 1º settembre 1507 deceduto)
- Raffaele Sansoni Riario † (10 settembre 1507 - 22 settembre 1508 nominato vescovo di Porto e Santa Rufina)
- Giovanni Antonio Sangiorgio † (22 settembre 1508 - 14 marzo 1509 deceduto)
- Bernardino López de Carvajal y Sande † (28 marzo 1509 - 24 ottobre 1511 deposto)
- Francesco Soderini † (29 ottobre 1511 - 27 giugno 1513 nominato vescovo di Tivoli)
- Bernardino López de Carvajal † (27 giugno 1513 - 24 luglio 1521 nominato vescovo di Ostia e Velletri) (per la seconda volta)
- Niccolò Fieschi † (24 giugno 1521 - 18 dicembre 1523 nominato vescovo di Porto e Santa Rufina)
- Alessandro Farnese † (18 dicembre 1523 - 20 maggio 1524, nominato vescovo di Porto e Santa Rufina, poi eletto papa con il nome di Paolo III)
- Antonio Maria Ciocchi del Monte † (20 maggio 1524 - 15 giugno 1524 nominato vescovo di Porto e Santa Rufina)
- Pietro Accolti † (15 giugno 1524 - 12 dicembre 1532 deceduto)
- Giovanni Domenico de Cupis † (16 dicembre 1532 - 26 febbraio 1535 nominato vescovo di Porto e Santa Rufina)
- Bonifacio Ferrero † (26 febbraio 1535 - 28 novembre 1537 nominato vescovo di Porto e Santa Rufina)
- Lorenzo Campeggi † (28 novembre 1537 - 19 luglio 1539 deceduto)
- Antonio Sanseverino, O.S.Io.Hier. † (4 agosto 1539 - 8 gennaio 1543 nominato vescovo di Porto e Santa Rufina)
- Antonio Pucci † (8 gennaio 1543 - 12 ottobre 1544 deceduto)
- Giovanni Salviati † (17 ottobre 1544 - 8 ottobre 1546 nominato vescovo di Porto e Santa Rufina)
- Gian Pietro Carafa † (8 ottobre 1546 - 28 febbraio 1550 nominato vescovo di Frascati, poi eletto papa con il nome di Paolo IV)
- François de Tournon † (28 febbraio 1550 - 13 marzo 1560 nominato vescovo di Ostia e Velletri)
- Robert de Lénoncourt † (13 marzo 1560 - 4 febbraio 1561 deceduto)
- Giovanni Gerolamo Morone † (10 marzo 1561 - 18 maggio 1562 nominato vescovo di Palestrina)
- Cristoforo Madruzzo † (18 maggio 1562 - 12 maggio 1564 nominato vescovo di Palestrina)
- Alessandro Farnese il giovane † (12 maggio 1564 - 7 febbraio 1565 nominato vescovo di Frascati)
- Ranuccio Farnese, O.S.Io.Hier. † (7 febbraio 1565 - 29 ottobre 1565 deceduto)
- Tiberio Crispo † (7 novembre 1565 - 6 ottobre 1566 deceduto)
- Giovanni Michele Saraceni † (7 ottobre 1566 - 27 aprile 1568 deceduto)
- Giovanni Battista Cicala (o Cicada) † (30 aprile 1568 - 8 aprile 1570 deceduto)
- Ottone di Waldburg † (12 aprile 1570 - 3 luglio 1570 nominato vescovo di Palestrina)
- Giulio della Rovere † (3 luglio 1570 - 8 aprile 1573 nominato vescovo di Palestrina)
- Giovanni Ricci † (8 aprile 1573 - 3 maggio 1574 deceduto)
- Scipione Rebiba † (5 maggio 1574 - 23 luglio 1577 deceduto)
- Giacomo Savelli † (31 luglio 1577 - 9 luglio 1578 nominato vescovo di Frascati)
- Giovanni Antonio Serbelloni † (9 luglio 1578 - 5 ottobre 1578 nominato vescovo di Palestrina)
- Antoine Perrenot de Granvelle † (5 ottobre 1578 - 21 settembre 1586 deceduto)
- Innico d'Avalos d'Aragona, O.S.Iacobi † (13 ottobre 1586 - 2 marzo 1589 nominato vescovo di Frascati)
- Tolomeo Gallio † (2 marzo 1589 - 20 marzo 1591 nominato vescovo di Frascati)
- Gabriele Paleotti † (20 marzo 1591 - 23 luglio 1597 deceduto)
- Ludovico Madruzzo † (18 agosto 1597 - 21 febbraio 1600 nominato vescovo di Frascati)
- Girolamo Rusticucci † (21 febbraio 1600 - 19 febbraio 1603 nominato vescovo di Porto e Santa Rufina)
- Simeone Tagliavia d'Aragona † (19 febbraio 1603 - 20 maggio 1604 deceduto)
- François de Joyeuse † (24 maggio 1604 - 17 agosto 1611 nominato vescovo di Ostia e Velletri)
- Antonio Maria Sauli † (17 agosto 1611 - 16 settembre 1615 nominato vescovo di Porto e Santa Rufina)
- Benedetto Giustiniani † (16 settembre 1615 - 31 agosto 1620 nominato vescovo di Porto e Santa Rufina)
- Pietro Aldobrandini † (31 agosto 1620 - 10 febbraio 1621 deceduto)
- Odoardo Farnese † (3 marzo 1621 - 27 settembre 1623 nominato vescovo di Frascati)
- Bonifazio Bevilacqua Aldobrandini † (27 settembre 1623 - 7 settembre 1626 nominato vescovo di Frascati)
- Carlo Gaudenzio Madruzzo † (16 settembre 1626 - 14 agosto 1629 deceduto)
- Scipione Caffarelli-Borghese † (20 agosto 1629 - 2 ottobre 1633 deceduto)
- Felice Centini, O.F.M.Conv. † (28 novembre 1633 - 24 gennaio 1641 deceduto)
- Francesco Cennini de' Salamandri † (25 febbraio 1641 - 6 marzo 1645 nominato vescovo di Porto e Santa Rufina)
- Carlo de' Medici † (6 marzo 1645 - 23 ottobre 1645 nominato vescovo di Frascati)
- Francesco Barberini seniore † (23 ottobre 1645 - 23 settembre 1652 nominato vescovo di Porto e Santa Rufina)
- Bernardino Spada † (23 settembre 1652 - 11 ottobre 1655 nominato vescovo di Palestrina)
- Giulio Cesare Sacchetti † (11 ottobre 1655 - 28 giugno 1663 deceduto)
- Marzio Ginetti † (2 luglio 1663 - 11 ottobre 1666 nominato vescovo di Porto e Santa Rufina)
- Francesco Maria Brancaccio † (11 ottobre 1666 - 30 gennaio 1668 nominato vescovo di Frascati)
- Giulio Gabrielli † (30 gennaio 1668 - 31 agosto 1677 deceduto)
- Niccolò Albergati-Ludovisi † (13 settembre 1677 - 1º dicembre 1681 nominato vescovo di Porto e Santa Rufina)
- Pietro Vito Ottoboni † (1º dicembre 1681 - 15 febbraio 1683 nominato vescovo di Frascati, poi eletto papa con il nome di Alessandro VIII)
- Carlo Pio di Savoia iuniore † (15 febbraio 1683 - 13 febbraio 1689 deceduto)
- Paluzzo Paluzzi Altieri degli Albertoni † (28 febbraio 1689 - 8 agosto 1691 nominato vescovo di Palestrina)
- Giannicolò Conti † (8 agosto 1691 - 20 gennaio 1698 deceduto)
- Gaspare Carpegna † (27 gennaio 1698 - 6 aprile 1714 deceduto)
- Fulvio Astalli † (16 aprile 1714 - 26 aprile 1719 nominato vescovo di Ostia e Velletri)
- Francesco Pignatelli, C.R. † (26 aprile 1719 - 12 giugno 1724 nominato vescovo di Frascati)
- Francesco Acquaviva d'Aragona † (12 giugno 1724 - 9 gennaio 1725 deceduto)
- Pietro Ottoboni † (29 gennaio 1725 - 24 luglio 1730 nominato vescovo di Frascati)
- Annibale Albani † (24 luglio 1730 - 9 settembre 1743 nominato vescovo di Porto e Santa Rufina)
- Vincenzo Bichi † (23 settembre 1743 - 10 aprile 1747 nominato vescovo di Frascati)
- Raniero d'Elci † (10 aprile 1747 - 9 aprile 1753 nominato vescovo di Porto e Santa Rufina)
- Silvio Valenti Gonzaga † (9 aprile 1753 - 28 agosto 1756 deceduto)
- Joaquín Fernández de Portocarrero Mendoza † (20 settembre 1756 - 22 giugno 1760 deceduto)
- Gian Francesco Albani † (21 luglio 1760 - 15 marzo 1773 nominato vescovo di Porto e Santa Rufina)
- Carlo Rezzonico iuniore † (15 marzo 1773 - 29 gennaio 1776 nominato vescovo di Porto e Santa Rufina)
- Andrea Corsini † (15 luglio 1776 - 18 gennaio 1795 deceduto)
- Giovanni Archinto † (1º giugno 1795 - 9 febbraio 1799 deceduto)
- Giovanni Andrea Archetti † (2 aprile 1800 - 5 novembre 1805 deceduto)
- Ippolito Antonio Vincenti Mareri † (3 agosto 1807 - 21 marzo 1811 deceduto)
- Lorenzo Litta † (26 settembre 1814 - 1º maggio 1820 deceduto)
- Tommaso Arezzo † (29 maggio 1820 - 3 febbraio 1833 deceduto)
- Carlo Odescalchi † (15 aprile 1833 - 30 novembre 1838 dimesso)
- Antonio Domenico Gamberini † (18 febbraio 1839 - 25 aprile 1841 deceduto)
- Luigi Emmanuele Nicolò Lambruschini, B. † (24 gennaio 1842 - 11 luglio 1847 nominato vescovo di Porto, Santa Rufina e Civitavecchia)
- Giacomo Luigi Brignole † (11 giugno 1847 - 23 giugno 1853 deceduto)
- Gabriele Ferretti † (12 settembre 1853 - 13 settembre 1860 deceduto)
- Girolamo D'Andrea † (28 settembre 1860 - 14 maggio 1868 deceduto)
- Karl August von Reisach † (22 giugno 1868 - 22 dicembre 1869 deceduto)
- Giuseppe Milesi Pironi Ferretti † (21 marzo 1870 - 2 agosto 1873 deceduto)
- Luigi Maria Bilio, B. † (22 dicembre 1873 - 30 gennaio 1884 deceduto)
- Tommaso Maria Martinelli, O.E.S.A. † (24 marzo 1884 - 30 marzo 1888 deceduto)
- Luigi Serafini † (1º giugno 1888 - 1º febbraio 1894 deceduto)
- Mario Mocenni † (18 maggio 1894 - 14 novembre 1904 deceduto)
- Francesco di Paola Cassetta † (27 marzo 1905 - 27 novembre 1911 nominato vescovo di Frascati)
- Gaetano De Lai † (27 novembre 1911 - 3 giugno 1925 nominato vescovo di Sabina e Poggio Mirteto)

### Vescovi di Poggio Mirteto
- Nicola Crispigni (o Grispigni) † (24 gennaio 1842 - 27 marzo 1867 nominato vescovo di Foligno)
  - Sede vacante (1867-1874)
- Angelo Rossi † (21 dicembre 1874 - 24 gennaio 1882 nominato vescovo di Tarquinia e Civitavecchia)
- Luciano Saracani, O.F.M. † (27 marzo 1882 - 1º giugno 1888 dimesso[33])
- Paolo de Sanctis † (1º giugno 1888 - 22 giugno 1896 dimesso[34])
- Domenico Ambrosi † (22 giugno 1896 - 18 settembre 1899 nominato vescovo di Terracina, Priverno e Sezze)
- Giuseppe Gandolfi † (14 dicembre 1899 - 26 settembre 1906 nominato vescovo di Jesi)
- Bartolomeo Mirra † (22 agosto 1908 - 28 marzo 1917 deceduto)
- Luigi Ferretti † (17 novembre 1917 - 24 marzo 1924 nominato vescovo di Macerata e Tolentino)

### Cardinali vescovi di Sabina e Poggio Mirteto
- Gaetano De Lai † (3 giugno 1925 - 24 ottobre 1928 deceduto)
- Donato Raffaele Sbarretti Tazza † (17 dicembre 1928 - 1º aprile 1939 deceduto)
- Enrico Sibilia † (11 dicembre 1939 - 4 agosto 1948 deceduto)
- Adeodato Piazza, O.C.D. † (14 marzo 1949 - 30 novembre 1957 deceduto)
- Marcello Mimmi † (9 giugno 1958 - 6 marzo 1961 deceduto)
- Giuseppe Antonio Ferretto † (26 marzo 1961 - 23 maggio 1962 nominato titolare di Sabina e Poggio Mirteto)

### Cardinali vescovi del titolo di Sabina e Poggio Mirteto, poi di Sabina-Poggio Mirteto
- Giuseppe Antonio Ferretto † (23 maggio 1962 - 17 marzo 1973 deceduto)
- Antonio Samorè † (12 dicembre 1974 - 3 febbraio 1983 deceduto)
- Agnelo Rossi † (25 giugno 1984 - 21 maggio 1995 deceduto)
- Beato Eduardo Francisco Pironio † (11 luglio 1995 - 5 febbraio 1998 deceduto)
- Lucas Moreira Neves, O.P. † (25 giugno 1998 - 8 settembre 2002 deceduto)
- Giovanni Battista Re, dal 1º ottobre 2002

### Vescovi di Sabina e Poggio Mirteto, poi di Sabina-Poggio Mirteto
- Marco Caliaro, C.S. † (23 maggio 1962 - 9 gennaio 1988 dimesso)
- Nicola Rotunno † (27 febbraio 1988 - 30 luglio 1992 dimesso)
- Salvatore Boccaccio † (30 luglio 1992 - 9 luglio 1999 nominato vescovo di Frosinone-Veroli-Ferentino)
- Lino Fumagalli (31 dicembre 1999 - 11 dicembre 2010 nominato vescovo di Viterbo)
- Ernesto Mandara, dal 10 giugno 2011

## Statistiche
La diocesi nel 2023 su una popolazione di 198.560 persone contava 176.800 battezzati, corrispondenti all'89,0% del totale.
| anno | popolazione | popolazione | popolazione | presbiteri | presbiteri | presbiteri | presbiteri                | diaconi | religiosi | religiosi | parrocchie |
| anno | battezzati  | totale      | %           | numero     | secolari   | regolari   | battezzati per presbitero | diaconi | uomini    | donne     | parrocchie |
| ---- | ----------- | ----------- | ----------- | ---------- | ---------- | ---------- | ------------------------- | ------- | --------- | --------- | ---------- |
| 1950 | 85.502      | 86.647      | 98,7        | 110        | 79         | 31         | 777                       |         | 61        | 229       | 71         |
| 1970 | 106.649     | 106.985     | 99,7        | 162        | 133        | 29         | 658                       |         | 34        | 321       | 77         |
| 1980 | 116.724     | 117.586     | 99,3        | 122        | 97         | 25         | 956                       | 1       | 37        | 240       | 78         |
| 1990 | 132.884     | 134.486     | 98,8        | 126        | 90         | 36         | 1.054                     |         | 40        | 190       | 82         |
| 1999 | 144.192     | 146.281     | 98,6        | 136        | 103        | 33         | 1.060                     | 2       | 38        | 202       | 82         |
| 2000 | 144.192     | 146.281     | 98,6        | 93         | 60         | 33         | 1.550                     | 1       | 37        | 202       | 82         |
| 2001 | 161.052     | 164.052     | 98,2        | 115        | 82         | 33         | 1.400                     | 6       | 46        | 192       | 82         |
| 2003 | 161.052     | 164.052     | 98,2        | 101        | 80         | 21         | 1.594                     | 6       | 27        | 164       | 82         |
| 2004 | 162.385     | 165.385     | 98,2        | 114        | 78         | 36         | 1.424                     | 6       | 51        | 161       | 82         |
| 2010 | 175.808     | 187.351     | 93,8        | 109        | 77         | 32         | 1.612                     | 6       | 45        | 189       | 82         |
| 2014 | 182.478     | 196.954     | 92,7        | 106        | 77         | 29         | 1.721                     | 7       | 33        | 153       | 82         |
| 2017 | 178.718     | 203.100     | 88,0        | 110        | 81         | 29         | 1.624                     | 9       | 33        | 143       | 83         |
| 2020 | 180.730     | 203.000     | 89,0        | 109        | 85         | 24         | 1.658                     | 8       | 25        | 136       | 83         |
| 2022 | 178.600     | 200.570     | 89,0        | 105        | 83         | 22         | 1.700                     | 7       | 26        | 133       | 82         |
| 2023 | 176.800     | 198.560     | 89,0        | 108        | 85         | 23         | 1.637                     | 7       | 27        | 131       | 78         |